# Saint-Jean-de-Cornies
Saint-Jean-de-Cornies – miejscowość i gmina we Francji, w regionie Oksytania, w departamencie Hérault.
Według danych na rok 1990 gminę zamieszkiwały 344 osoby, a gęstość zaludnienia wynosiła 111 osób/km² (wśród 1545 gmin Langwedocji-Roussillon Saint-Jean-de-Cornies plasuje się na 598. miejscu pod względem liczby ludności, natomiast pod względem powierzchni na miejscu 1084.).